# Klaus Glowalla
Klaus Glowalla (* 15. November 1924 in Neidenburg; † 16. April 1995 in Magdeburg) war ein deutscher Schauspieler, Theaterregisseur, Hörspiel- und Synchronsprecher.

## Leben
Als Sohn eines Kaufmanns wuchs Klaus Glowalla im ostpreußischen Neidenburg auf, wo er auch zur Schule ging. Sein Wunsch, Schauspieler zu werden, wurde zunächst 1944 von der Einberufung zum Kriegsdienst durchkreuzt. Nach Kriegsende besuchte er 1945 das Studio für Schauspiel in Berlin, 1946 wurde er an das Theater Quedlinburg verpflichtet, wo ihn der damalige Intendant Ulrich Velten weiter ausbildete und förderte. In seiner achtjährigen Zugehörigkeit avancierte Glowalla in Quedlinburg zum ersten Charakterdarsteller und übernahm auch Regieaufgaben. Es schlossen sich kurze Gastspiele an den Landesbühnen Sachsen und dem Stadttheater Hildesheim an, ehe Glowalla in der Spielzeit 1955/56 ans Theater Magdeburg kam, dem er bis zur Zerstörung des Theaters durch einen Brand 1990 angehörte.
In der Rolle des Selicour in Friedrich Schillers Der Parasit hatte Glowalla sein Debüt in Magdeburg gegeben, dem fast 150 weitere Rollen folgen sollten. So spielte er die Titelrolle in William Shakespeares Macbeth, war Professor Higgins im Musical My Fair Lady, Willi Clark in Neil Simons Sonny Boys oder der Zahlkellner Leopold in der Ralph-Benatzky-Operette Im weißen Rößl. Große Beachtung fand Glowallas Darstellung des Alten Fritz in dem Stück Der große Friedrich von Adolf Nowaczynski.
Als Regisseur brachte Klaus Glowalla fast 40 Produktionen auf die Magdeburger Bühne, häufig inszenierte er dabei Kinder- und Jugendstücke, wobei das 1965 uraufgeführte Sandmännchen und Pinguin aus seiner eigenen Feder stammte. Mit Mordprozeß Consolini schrieb er ein weiteres Stück, das auch für den Hörfunk adaptiert wurde.
Gelegentlich übernahm Glowalla Aufgaben vor der Kamera, umfangreicher waren seine Arbeiten für den Hörfunk und als Synchronsprecher der DEFA. Als Letzterer lieh er häufig englischen Kollegen in der ab 1939 entstandenen Filmreihe um die Romanfigur Sherlock Holmes seine Stimme, mehrfach dabei Dennis Hoey als Inspektor Lastrade. 
Darüber hinaus verkörperte Klaus Glowalla zu unterschiedlichen Anlässen im In- und Ausland als Repräsentant der Stadt Magdeburg häufig den dort geborenen Physiker, Erfinder und zeitweiligen Bürgermeister Otto von Guericke.

## Filmografie (Auswahl)
- 1965: Dr. Schlüter – Die Flucht
- 1966: Ohne Kampf kein Sieg
- 1969: Die Geldheirat
- 1970: Ich – Axel Cäsar Springer
- 1971: Du und ich und Klein-Paris
- 1985: Polizeiruf 110 – Ein Schritt zu weit
- 1991: Der Tangospieler

## Hörspiele

### Als Autor
- 1961: Mordprozeß Consolini – Regie: Fritz-Ernst Fechner

### Als Sprecher
- 1977: Joseph Weydemeyer – Autor: Manfred Thiele – Regie: Walter Niklaus
- 1977: In die Irre geführt – Autorin: Dorothy L. Sayers – Regie: Klaus Zippel
- 1977: Mord mit Ladehemmung – Autor: Fred Ufer – Regie: Klaus Zippel
- 1978: Gespenster morden nicht – Autor: Fred Ufer – Regie: Klaus Zippel
- 1979: Ein Mann wie Sherlock Holmes – Autor: Günter Teske – Regie: Klaus Zippel
- 1979: Der Amselprozeß – Autor: Friedbert Stöcker – Regie: Klaus Zippel
- 1979: Die Abenteuer des Roderick Random – Autor: Tobias George Smollett – Regie: Günter Bormann
- 1994: Ahornstraße 12 – Autor: Rolf Schneider – Regie: Barbara Plensat

## Synchronrollen (Auswahl)
- Sherlock Holmes (Filmreihe, 1939)
  - Dennis Hoey in Gespenster im Schloß, Die Perle der Borgia, Das Haus des Schreckens
  - Edmund Breon in Jagd auf Spieldosen
  - Paul Cavanagh in Die Frau in Grün
  - Gerald Hamer in Die Kralle
  - George Zucco in Verhängnisvolle Reise
- Sidney James in Heinrichs Bettgeschichten oder Wie der Knoblauch nach England kam
- Frank Conroy in Alle meine Söhne
- Wladimir Etusch in Wie der dumme Iwanuschka das Wunder suchte
- Wilfrid Hyde-White in Sein größter Bluff
- Percy Marmont in Jung und unschuldig
- Algimantas Masjulis in Die Pfeile des Robin Hood
- Ray Milland in Nacktes Entsetzen
- Anthony Quayle in Die großen Erwartungen
- Louis de Funès in Scharfe Kurven für Madame